# Depth of Modulation
Als Depth of Modulation (DOM, zu Deutsch: Modulationsgrad oder Modulationstiefe) bezeichnet bei Amplitudenmodulation die maximale Modulationstiefe in Prozent einer oder beider Seitenbänder eines amplitudenmodulierten Funksignals bezogen auf den maximal möglichen Modulationsgrad von 100 Prozent, bei der die Modulationssignale noch unverzerrt auf den Träger aufmoduliert werden können. Der Modulationsgrad  kann auch als {\displaystyle m} angegeben werden, wobei {\displaystyle m=1} einem Modulationsgrad von 100 Prozent entspricht.
Bei Navigationsanlagen der Flugsicherung wird, anders als bei Amplitudenmodulation mit Sprach- oder Musik-Signalen, der maximale Modulationsgrad nicht für alle Signale angeben, sondern von ICAO in ICAO Annex 10 Volume I gesondert definiert, zum Beispiel bei ILS-LocaLiZer-(ILS-LLZ)-Sendern wird der maximale Modulationsgrad für alle Signale gesondert definiert, um Störungen zu minimieren, dies sind bei ILS-LLZ:
Jeweils ein 90-Hertz- und ein 150-Hertz-Ton des CSB- (englisch: Carrier-Side-Band) und CSO (englisch: Carrier-Sideband-Only), wobei für den 90-Hertz- und den 150-Hertz-Ton ein Modulationsgrad zwischen {\displaystyle m=0,18} und {\displaystyle m=0,22} (entspricht 18 Prozent und 22 Prozent Modulationsgrad) festgelegt wurde.NNr. 3.1.3.5.2
Die Identification (ID, zu Deutsch: Kennung, aus bis zu vier Buchstaben, die im Morsecode auf 1020 Hertz ein- und ausgetastet werden) mit einem Modulationsgrad zwischen {\displaystyle m=0,05} und {\displaystyle m=0,15} (entspricht 5 Prozent und 15 Prozent Modulationsgrad).Nr. 3.2.1.9
Der optionale Voice-Channel (zu Deutsch: Sprach-Kanal), wobei der Frequenzgang auf 300 Hertz bis 3000 Hertz begrenzt ist und der Modulationsgrad nicht {\displaystyle m=0,5} (entspricht 50 Prozent Modulationsgrad) überschreiten darf. NNr. 3.1.3.8
Die separate Definition der einzelnen Modulationsgrade ermöglicht den störungsfreien Funkempfang des 90-Hertz- und des 150-Hertz-Tons des ILS-LLZ Empfängers an Bord eines Luftfahrzeuges, damit die DDM (en. Difference in Depth of Modulation) zwischen beiden Tönen zur Anzeige des zu fliegenden Kurses ausgewertet werden kann.